# 사마귀해삼
사마귀해삼(영어: warty sea cucumber)은 미국 캘리포니아주 및 멕시코 바하칼리포르니아반도의 태평양 해얀에서 발견되는 해삼 종이다. 보통 수심 30 미터 정도의 조간대에서 발견되지만, 수심 60 미터 정도의 깊은 곳에서 발견되기도 한다.
최대 체장은 30-40 센티미터까지 자란다. 부드러운 원통형 몸을 가지고 있으며, 피부는 적갈색에서 노란색 색조를 띠는 가죽질이다. 몸에 회색 반점이 수없이 나 있어서 "사마귀"처럼 보인다. 피부 바로 밑에 내골격이 있고, 몸의 양쪽 끝에 입과 항문이 있다. 입 주위로는 촉수가 있어서 먹이를 입가로 끌어온다. 입에서 항문 쪽으로 다섯 줄의 관족이 있다.